# Přebor Královéhradeckého kraje 2003/2004
V utkáních Přeboru Královéhradeckého kraje 2003/2004 se utkalo 16 týmů dvoukolovým systémem podzim - jaro. Tento ročník začal v srpnu 2003 a skončil v červnu 2004.
Postup do Divize C 2004/2005 si zajistil vítězný tým TJ Dvůr Králové nad Labem. Sestoupily poslední 2 týmy TJ Jiskra Hořice a TJ Červený Kostelec.

## Konečná tabulka Přeboru Královéhradeckého kraje 2003/2004
| Poř. | Tým                                | Z  | V  | R  | P  | VG | OG | B  |
| ---- | ---------------------------------- | -- | -- | -- | -- | -- | -- | -- |
| 1.   | TJ Dvůr Králové nad Labem (N)      | 30 | 20 | 6  | 4  | 65 | 23 | 66 |
| 2.   | TJ Slavoj Předměřice nad Labem     | 30 | 20 | 6  | 4  | 75 | 24 | 66 |
| 3.   | FK Trutnov (S)                     | 30 | 21 | 3  | 6  | 74 | 26 | 66 |
| 4.   | FC VTJ Milíčeves                   | 30 | 12 | 11 | 7  | 54 | 34 | 47 |
| 5.   | TJ Jiskra Česká Skalice            | 30 | 13 | 7  | 10 | 57 | 48 | 46 |
| 6.   | TJ Sokol Libáň                     | 30 | 13 | 5  | 12 | 58 | 71 | 44 |
| 7.   | TJ Velešov Doudleby nad Orlicí (N) | 30 | 12 | 4  | 14 | 40 | 38 | 40 |
| 8.   | 1. FK Nová Paka                    | 30 | 10 | 10 | 10 | 51 | 53 | 40 |
| 9.   | FC Spartak Rychnov nad Kněžnou (S) | 30 | 11 | 7  | 12 | 42 | 51 | 40 |
| 10.  | FC TJ Avon Rudník                  | 30 | 11 | 3  | 14 | 64 | 58 | 39 |
| 11.  | FK Náchod-Deštné „B“               | 30 | 10 | 8  | 12 | 45 | 57 | 38 |
| 12.  | SK Přepychy                        | 30 | 9  | 8  | 13 | 39 | 57 | 35 |
| 13.  | FC Nový Hradec Králové             | 30 | 7  | 8  | 15 | 28 | 47 | 29 |
| 14.  | Sokol Lhota pod Libčany            | 30 | 6  | 7  | 17 | 31 | 68 | 25 |
| 15.  | TJ Jiskra Hořice                   | 30 | 7  | 3  | 20 | 42 | 74 | 24 |
| 16.  | TJ Červený Kostelec                | 30 | 3  | 10 | 17 | 32 | 68 | 19 |

Poznámky:
- Z = Odehrané zápasy; V = Vítězství; R = Remízy; P = Prohry; VG = Vstřelené góly; OG = Obdržené góly; B = Body; (S) = Mužstvo sestoupivší z vyšší soutěže; (N) = Mužstvo postoupivší z nižší soutěže (nováček)

|  | Postup do Divize C 2004/2005   |
|  | Sestup do I. A třídy 2004/2005 |